# Allgäuer Bergkäse

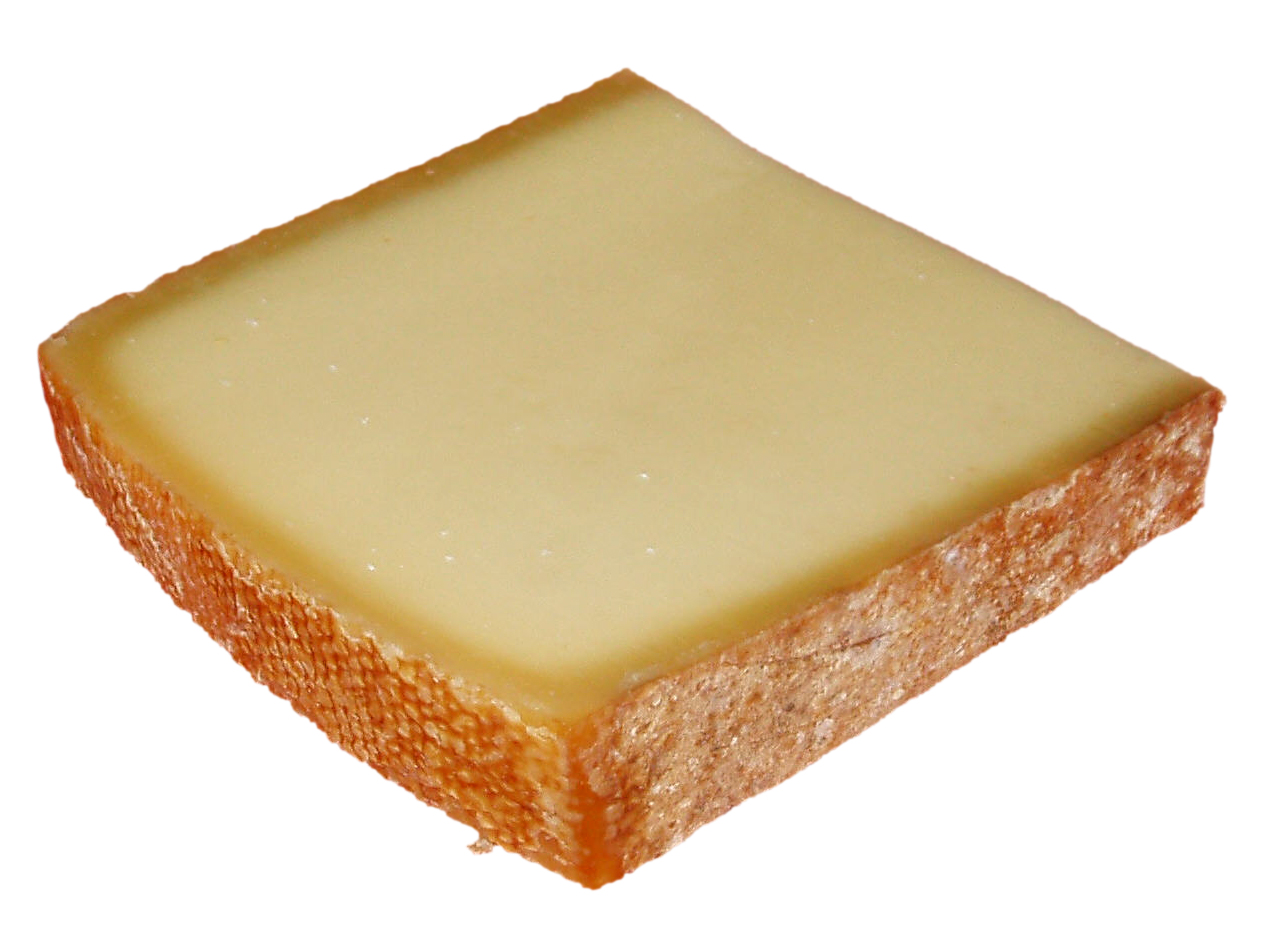
Scheibe Allgäuer Bergkäse

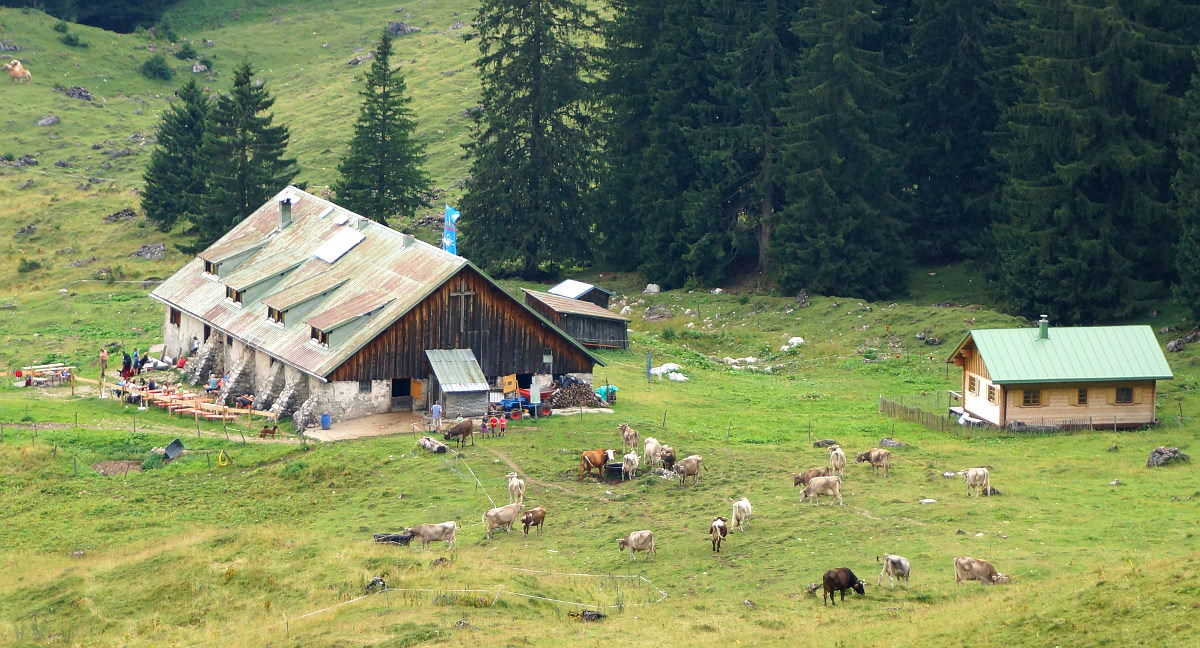
Auf der Willersalpe wird Bergkäse produziert

Allgäuer Bergkäse ist ein deutscher Bergkäse aus Rohmilch. Der Name ist eine geschützte Ursprungsbezeichnung. Er darf nur in den Landkreisen Bodenseekreis, Lindau (Bodensee), Oberallgäu, Ostallgäu, Ravensburg und Unterallgäu sowie den kreisfreien Städten Kaufbeuren, Kempten (Allgäu) und Memmingen hergestellt werden.
Allgäuer Bergkäse wird ähnlich wie Allgäuer Emmentaler häufig in Kleinbetrieben wie den Sennhütten der Allgäuer Alpen oder kleinen Talkäsereien hergestellt. Die Bezeichnung Allgäuer Bergkäse ist seit 1997 eine Geschützte Ursprungsbezeichnung. Im Jahr 2019 nutzen 13 Betriebe im ganzen Allgäu diese Bezeichnung.
Allgäuer Bergkäse hat einen kleineren und niedrigeren Laib als Emmentaler. Die Löcher sind ebenfalls kleiner und der Teig ist dunkler. Sein Gewicht beträgt zwischen 15 und 50 kg. Er wird grundsätzlich aus Rohmilch hergestellt und besitzt eine Reifezeit von mindestens vier Monaten. Sein Geschmack gilt als „mild-aromatisch, nusskernig“ und wird mit der Reifung kräftiger. Der Fettgehalt beträgt zwischen 45 und 50 % Fett in der Trockenmasse.
Seit 2010 läuft ein Projekt der EU-Kommission, in welchem die Vermarktung und der Absatz von Allgäuer Bergkäse unter dem Begriff Weltgenusserbe Bayern gefördert wird.
Meist wird Allgäuer Bergkäse als Brotbelag, für Salate sowie für Aufläufe und Kässpätzle verwendet.